# Колесников, Алексей Васильевич
Алексе́й Васи́льевич Коле́сников (1921—2015) — подполковник Советской Армии, участник Великой Отечественной войны, Герой Советского Союза (1944).

## Биография
Родился 17 марта 1921 года в селе Македоновка (ныне — Лутугинский район Луганской области Украины). Окончил школу-семилетку и аэроклуб. В 1938 году Колесников был призван на службу в Рабоче-крестьянскую Красную Армию. В 1940 году окончил Ворошиловградскую военную авиационную школу пилотов.
С сентября 1941 года — на фронтах Великой Отечественной войны. К ноябрю 1943 года был лётчиком 118-й отдельной дальнеразведывательной эскадрильи 7-й воздушной армии Карельского фронта в звании старшего лейтенанта. К этому времени он совершил 168 боевых вылетов на воздушную разведку, аэрофотосъёмку важных вражеских объектов. Выполнил ряд особо важных разведывательных миссий.
Указом Президиума Верховного Совета СССР «О присвоении звания Героя Советского Союза офицерскому составу военно-воздушных сил Красной Армии» от 4 февраля 1944 года за «образцовое выполнение боевых заданий командования на фронте борьбы с немецкими захватчиками и проявленные при этом отвагу и геройство» был удостоен высокого звания Героя Советского Союза с вручением ордена Ленина и медали «Золотая Звезда» за номером 3129.
Всего за время своего участия в боях совершил около 300 боевых вылетов. После окончания войны продолжил службу в Советской Армии. В 1948 году окончил Высшие офицерские лётно-тактические курсы усовершенствования офицерского состава. В 1960 году в звании подполковника он был уволен в запас.
Проживал в городе Днепропетровске, до выхода на пенсию работал в конторе «Электромонтажснабсбыт».
Умер 15 апреля 2015 года. Похоронен на Запорожском кладбище в Днепропетровске.
Был также награждён двумя орденами Красного Знамени, двумя орденами Отечественной войны 1-й степени, орденами Отечественной войны 2-й степени и Красной Звезды, украинским орденом Богдана Хмельницкого 2-й степени, рядом медалей.